# 스파이더 웹
《스파이더 웹》(In the Spider's Web)은 2007년 RHI 엔터테인먼트에서 제작하고 테리 윈저가 감독한 공포 텔레비전 영화이다. Syfy에서 공식적으로 발표되기 전에 다양한 주문형 비디오 채널에서 방영되었다. 이 영화는 Syfy와 공동 제작한 맨이터 시리즈의 두번째 작품이다.

## 줄거리
미국에서 배낭 여행을 온 지나, 존, 스테이시, 제랄딘, 필은 가이드인 브라이언과 인도의 숲 속을 하이킹하고 있었다. 도중에 제랄딘이 독거미에 물리자 정글 부족과 함께 살고 있는 미국인 의사에게 가기로 결정한다. 리코퍼스 의사가 그녀를 치료하는 동안 지나, 존, 필은 마을로 돌아가기로 하고, 브라이언과 스테이시는 부족에 머무르기로 한다. 그러나 리코퍼스 의사가 흑막을 꾸미고 있다는 사실을 알게 되고, 스테이시가 제랄딘의 치료를 기다리는 동안 숲 속의 사원을 가보기로 결정한다.

## 캐스팅
- 랜스 헨릭슨 - 리코퍼스 의사 역
- 엠마 카서우드 - 지나 역
- 리사 리빙스톤 - 스테이시 역
- 시안 베리 - 존 역
- 소흐랍 아데셔 - 채드리 병장 역

## 제작
2006년 10월, RHI 엔터테인먼트는 Syfy채널과 10개의 텔레비전 공포 영화를 제작하여 다음 해에 방송하기로 계약을 하고, 이를 "맨이터"시리즈라 이름을 붙였으며, "스파이더 웹"은 시리즈 중 두번째 작품이다. Syfy채널과 계약을 했으나, 처음 여섯편의 영화는 캐나다의 주문형 비디오와의 기존 라이선스 계약으로 인해 2007년 이전에 방영됐었다.

## 평가
<몬스터스 앤 크리틱스>의 제프 스윈들은 "이 영화는 쓰레기이며 당신은 블러드 몽키와 이 영화의 조연 배우가 모두 전형적이어서 동일한 각본을 쓰고 있는 듯한 인상을 얻을 수 있다." 라고 했으며, Chud.com의 알렉스 핸슨은 적어도 약간의 재미를 기대하고 영화를 본 것이 실수라고 말했다. Fearnet의 스콧 웨인 버그는 이 영화는 놀랍게도 가능한 모든 점에서 굉장히 나쁘며, 따라서 아주 우습고, Syfy채널의 광고 다음으로 가치가 있다고 말했다.